# Daternomina irrorata
Daternomina irrorata là một loài Trichoptera trong họ Ecnomidae. Chúng phân bố ở miền Australasia.